# 熊野神社 (四街道市亀崎)
熊野神社（くまのじんじゃ）は、千葉県四街道市亀崎字殿台にある熊野弐社大権現である。旧社格は村社。

## 祭神
【主祭神】
- 伊弉諾命
- 伊弉冉命
- 速玉男命
- 事解男命

【境内社】
- 皇産霊大神
- 大六天神

- 五社様
  - 天照皇大神
  - 埴安媛命
  - 倉稲魂尊
  - 大己貴命
  - 少彦名命

- 三峯大神
- 天満宮
- 子安神社
- 痘瘡大神
- 金刀比羅
- 大巳貴命
- 大黒天

## 由緒
- 創建は永和年間（1375年 - 1379年）と伝えられる。
- 紀州熊野神社分霊を奉還し「熊野弐社大権現」を称した。
- 創建の古より産土神として崇敬篤く、家内安全・農業守護・殖産興業の祈願信仰をあつめて来た。
- 旧臼井荘領主・桓武平氏千葉一族臼井氏所縁

## 要項
- 境内地 950坪(3140平方メートル)
- 歳旦祭 1月1日 0時～
  - 神札・年神様頒布所（数量限定）
  - 御神酒・甘酒無料接待所
- 御奉射 1月20日
- 春祈祷 2月11日
- 秋祈祷 8月下旬
- 例 祭 10月15日及其の前
  - 無形民俗文化財・亀崎ばやし奉納
- 宮司 齊藤氏（臼井八幡社神主）

## 文化財
- 市指定天然記念物
  - 亀崎熊野神社の境内林(創建時植林）
- 無形民俗文化財
  - 無形民俗文化財・亀崎ばやし奉納[1]

## 交通
- 路線バス：JR物井駅より千葉内陸バス亀崎行き5分 「亀崎西台」下車
- 駐車場 ：数台分(大型車進入不可)